# Sebastião Gonçalves da Silva
Sebastião Gonçalves da Silva (Província de Pernambuco, 20 de janeiro de 1827 — Paris, 16 de dezembro de 1879) foi um político brasileiro.
Formado em Ciências Jurídicas e Sociais pela Faculdade de Direito de Recife, turma de 1850.
Foi vice-presidente da província do Paraná, tendo assumido interinamente de 5 de junho de 1863 a 7 de março de 1864, e presidente da província do Ceará de 6 de junho de 1867 a 16 de outubro do mesmo ano.